# Шойбулак
Шойбула́к (рос. Шойбулак, марій. Шойбулак) — село у складі Медведевського району Марій Ел, Росія. Адміністративний центр Шойбулацьке сільського поселення.

## Населення
Населення — 1283 особи (2010; 1254 у 2002).
Національний склад (станом на 2002 рік):
- лучні марійці — 63 %